# Иван Праматаров (кмет)
Вижте пояснителната страница за други личности с името Иван Праматаров.
Иван Праматаров е български финансист и политик. Кмет на Стара Загора през ноември 1903 г.

## Биография
Роден е през 1865 г. в Ески Загра. Финансист по образование. Мандатът му като кмет трае само един месец. Умира през 1934 г.